# Yeşilhüyük, Dinar
Yeşilhüyük là một xã thuộc huyện Dinar, tỉnh Afyonkarahisar, Thổ Nhĩ Kỳ. Dân số thời điểm năm 2011 là 471 người.